# Матрёновка (Кривой Рог)
Матрёновка (Григорьевка, Ново-Григорьевка, Ново-Матрёновка; укр. Мотронівка) — бывшее село, исторический район города Кривой Рог Днепропетровской области.

## История
Возникло в середине XIX века. Входило в Моисеевскую волость Александрийского уезда.

## Характеристика
Расположен в Ингулецком районе города на правом берегу реки Ингулец.